# Kykeon

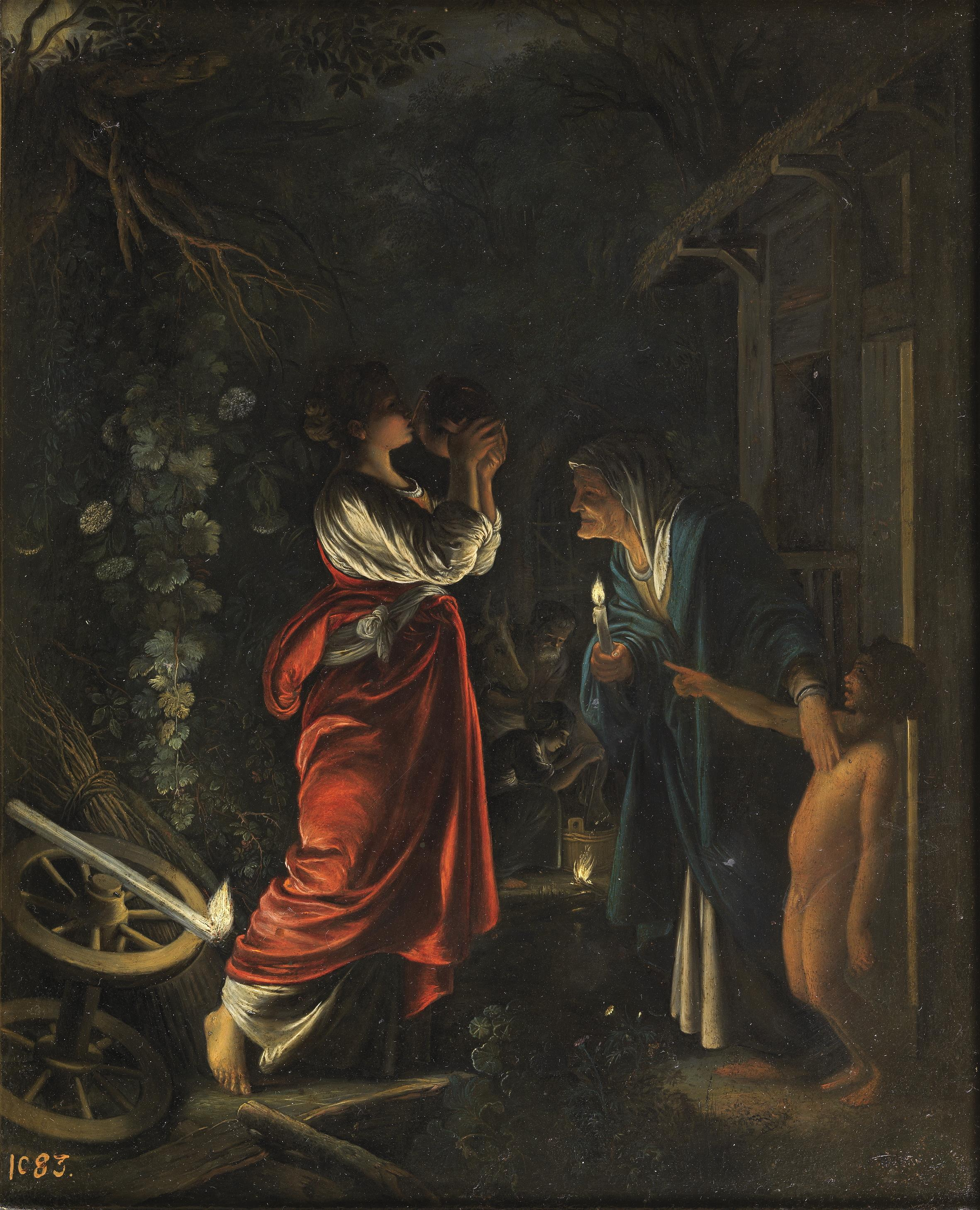
Demeter trinkt den Kykeon der Metaneira und wird von Askalabos verspottet (Gemälde von Adam Elsheimer, 1562).

Kykeon (altgriechisch κυκεών ‚Gemisch‘, ‚Gemenge‘ von κυκάω ‚mischen‘, ‚rühren‘) war im antiken Griechenland ein Mischtrank aus Getreide und Wasser. Eine genaue Zusammensetzung kann nicht angegeben werden. Bei Homer besteht er aus Gerstengraupen (ἄλφιτον), geriebenem Ziegenkäse und pramnischem Wein. Im von der Zauberin Kirke für Odysseus zubereiteten Kykeon befand sich außerdem noch Honig. Diese Zubereitung war wohl eher dicklich und breiartig, da sie sitos (σῖτος ‚Speise‘) und nicht wie in der Ilias potos (πότος ‚Getränk‘) genannt wird. 
Im homerischen Hymnus ist es der Trank, den Metaneira der von der verzweifelten Suche nach der von Hades geraubten Persephone erschöpften Demeter reicht. Zunächst hatte Metaneira der Göttin Wein angeboten, den hatte sie abgelehnt und bat stattdessen um einen Kykeon aus Wasser, Gerste und Polei-Minze (γλήχων bzw. βλήχων, daraus κυκεὼν βληχωνίας). Aufgrund dieses Mythos vom Trank der Demeter war es ein entsprechender Kykeon, den die Initianden der Mysterien von Eleusis nach dem Fasten als Erstes zu sich nahmen. 
Karl Kerényi weist auf die Signifikanz der Ablehnung des Weines durch Demeter hin: Es sei ja nach Heraklit Dionysos, der Gott des Weins, identisch mit Hades, dem Gott der Unterwelt und Entführer der Tochter der Demeter: 
Denn wenn es nicht Dionysos wäre, dem sie die Prozession veranstalten und das Phalloslied singen, so wär’s ein ganz schändliches Tun. Ist doch Hades eins mit Dionysos, dem sie da toben und Fastnacht feiern!
Und es wäre ja tatsächlich sehr unpassend, wenn Demeter ihr Trauerfasten mit dem Getränk bräche, das die Gabe des Entführers der Tochter und ihres Beleidigers ist.
Die Polei-Minze wurde bereits in der Antike als Abtreibungsmittel verwendet. Aristophanes macht eine entsprechende Andeutung. Diese Wirkung ist beim Trank der Demeter aber vermutlich nicht beabsichtigt, da Polei-Minze auch ein ganz normaler Bestandteil der antiken Küche war und beispielsweise mehrfach bei Apicius erwähnt wird.
Man hat aber Vermutungen über weitere Bestandteile des in Eleusis getrunkenen Kykeon angestellt, da übereinstimmend von einer überwältigenden Erleuchtungserfahrung berichtet wurde, die sich zuverlässig bei allen Teilnehmern der Mysterien eingestellt hätte. Daher wurde die Theorie diskutiert, dass die Visionen eine Drogenwirkung gewesen seien, die durch dem LSD verwandte, im Mutterkorn-Pilz enthaltene Stoffe (Ergin und Ergometrin) verursacht worden sei. Auch andere Pflanzen und entsprechend andere entheogene Substanzen wurden diskutiert, letztlich können solche Argumentationen aber nur Spekulation bleiben, da es weder entsprechende Überlieferung noch Sachbeweise in Form archäologischer Funde gibt.
Weiter wurde argumentiert, ein Indiz für die Verwendung entheogener Substanzen im griechischen Kult sei die 415 v. Chr. gegen Alkibiades erhobene Anklage wegen Profanierung der Mysterien von Eleusis. Das wurde so gedeutet, dass Alkibiades und seine Freunde in dessen Haus eine Art „Drogenparty“ mit der in Eleusis verwendeten psychoaktiven Substanz gefeiert hätten. Die bei Plutarch wörtlich überlieferte Anklage enthält aber nichts dergleichen, sondern bezieht sich darauf, dass Alkibiades und seine Genossen den Ritus nachgeäfft hätten. Alkibiades hätte in entsprechender Kleidung sich Hoherpriester genannt, ein anderer hätte den Fackelträger gemacht usw. Auch hier handelt es sich also lediglich um Spekulation.